# جيم نيكلسون
جيم نيكلسون (بالإنجليزية: Jim Nicholson)‏ هو سياسي بريطاني، ولد في 29 يناير 1945 في أرماه في المملكة المتحدة. حزبياً، نشط في حزب ألستر الوحدوي.

## مناصب
- في انتخابات البرلمان الأوروبي 2014، انتخب عضو في البرلمان الأوروبي عن دائرة أيرلندا الشمالية [الإنجليزية]‏ لترشحه ضمن  قائمة حزب ألستر الوحدوي، وقد انضم خلال فترته النيابية (1 يوليو 2014 – )  للكتلة البرلمانية كتلة المحافظين والإصلاحيين الأوروبيين.
- في انتخابات البرلمان الأوروبي 2009، انتخب عضو في البرلمان الأوروبي عن دائرة أيرلندا الشمالية [الإنجليزية]‏ لترشحه ضمن  قائمة حزب ألستر الوحدوي، وقد انضم خلال فترته النيابية (14 يوليو 2009 – 30 يونيو 2014)  للكتلة البرلمانية كتلة المحافظين والإصلاحيين الأوروبيين.
- في انتخابات البرلمان الأوروبي 2004، انتخب عضو في البرلمان الأوروبي عن دائرة أيرلندا الشمالية [الإنجليزية]‏ لترشحه ضمن  قائمة حزب ألستر الوحدوي، وقد انضم خلال فترته النيابية (20 يوليو 2004 – 13 يوليو 2009)  للكتلة البرلمانية الكتلة البرلمانية لحزب الشعب الأوروبي.
- في انتخابات البرلمان الأوروبي 1999، انتخب عضو في البرلمان الأوروبي عن دائرة أيرلندا الشمالية [الإنجليزية]‏ لترشحه ضمن  قائمة حزب ألستر الوحدوي، وقد انضم خلال فترته النيابية (20 يوليو 1999 – 19 يوليو 2004)  للكتلة البرلمانية الكتلة البرلمانية لحزب الشعب الأوروبي.
- في انتخابات البرلمان الأوروبي 1994، انتخب عضو في البرلمان الأوروبي عن دائرة أيرلندا الشمالية [الإنجليزية]‏ لترشحه ضمن  قائمة حزب ألستر الوحدوي، وقد انضم خلال فترته النيابية (19 يوليو 1994 – 19 يوليو 1999)  للكتلة البرلمانية الكتلة البرلمانية لحزب الشعب الأوروبي.
- في الانتخابات العمومية للمملكة المتحدة 1983 [الإنجليزية]‏، انتخب عضو البرلمان التاسع والأربعون للمملكة المتحدة عن دائرة نيوري وآرماه خلال فترته النيابية ‏ (9 يونيو 1983 – 17 ديسمبر 1985).
- في انتخابات الجمعية التشريعية لأيرلندا الشمالية 1982 [الإنجليزية]‏، انتخب عضو الجمعية التشريعية لأيرلندا الشمالية 1982-1986 ‏ وقد انضم خلال فترته النيابية ‏  للكتلة البرلمانية حزب ألستر الوحدوي.
- في انتخابات البرلمان الأوروبي 1989، انتخب عضو في البرلمان الأوروبي عن دائرة أيرلندا الشمالية [الإنجليزية]‏ لترشحه ضمن  قائمة حزب ألستر الوحدوي، وقد انضم خلال فترته النيابية (25 يوليو 1989 – 18 يوليو 1994)  للكتلة البرلمانية الكتلة البرلمانية لحزب الشعب الأوروبي.

## وصلات خارجية
- الموقع الرسمي